# Nicolas Hénard
Nicolas Hénard, född den 16 september 1964 i Calais, är en fransk seglare.
Han tog OS-guld i tornado i samband med de olympiska seglingstävlingarna 1992 i Barcelona.